# 吉沢範夫
吉沢 範夫（よしざわ のりお、1963年（昭和38年）5月14日 - ）は、日本の政治家。元茨城県筑西市長（1期）、筑西市議会議員（1期）。

## 来歴
茨城県出身。水戸短期大学附属高等学校（現・水戸啓明高等学校）卒。木材店を経営し、明野町議会議員を経て、筑西市議会議員となり、2007年に再選する。2009年の市長選挙に立候補し、現職の冨山省三を破って当選した。筑西市長は1期務め、2013年の市長選挙では元筑西市議の須藤茂に敗れた。